# ホワイトホーン山
ホワイトホーン山（英語、Whitehorn Mountain）とは、北アメリカ大陸の北西部のカナディアンロッキーを構成する、山の1つである。なお、ターナー山（Mount Turner）という別名も存在する。

## 概要

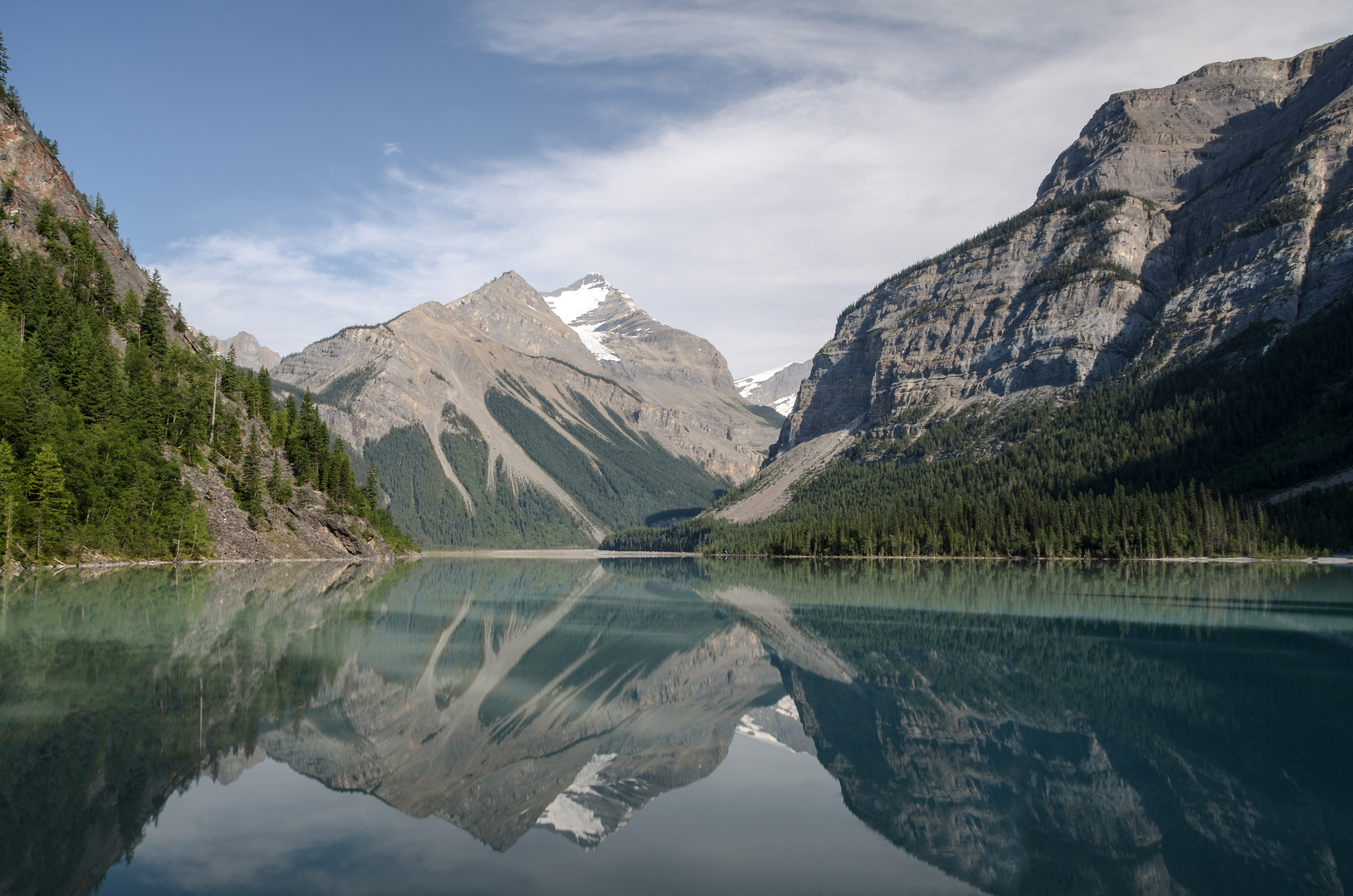
から撮影した写真。奥に小さく見える三角形をした山がホワイトホーン山である。なお、手前に見える湖はキニー湖、右側に見える山がロブソン山である。

ホワイトホーン山の山頂の標高は約3395mであり

、おおよそ北緯53度08分08秒、西経119度15分40秒付近に位置している

。
また、この場所はカナダのブリティッシュコロンビア州に属していて、この山も含めて周辺地域は、同州によってロブソン山州立公園に指定されている

。
1908年にアーサー・コールマンが、北西側から見ると角「horn」のような形状をしており、そこが雪や氷で白く（white）なっていたことから、この山を「Whitehorn Mountain」と命名した

。
アーサー・コールマンが「角」と命名したように、この山は全周が氷河によって侵食されて現在のような形状になったため、どの方向から見ても角のようには見える。ところが、斜面が広い範囲にわたって雪や氷に覆われていて白い「角」のようにも見えるのは北西側斜面のみであって、他の方向から見た場合は、それほど白い「角」には見えない

。
また、角ではなく、まるでピラミッドのような形をしていると評されることもある

。
しかしながら、それでもアーサー・コールマンは、この山を「白い角」Whitehornと命名した。なお、この山にはターナー山という別名も存在するものの

、ホワイトホーン山が公式な名称となっている

。
ちなみに、この山の山頂部は、晴れていれば、わざわざ近くまで歩いてゆくまでもなく、イエローヘッド高速道路の一部に当たる、ブリティッシュコロンビア州高速道路16号線からも見ることが可能である

。